# Barillet (clarinette)
Pour les articles homonymes, voir barillet.

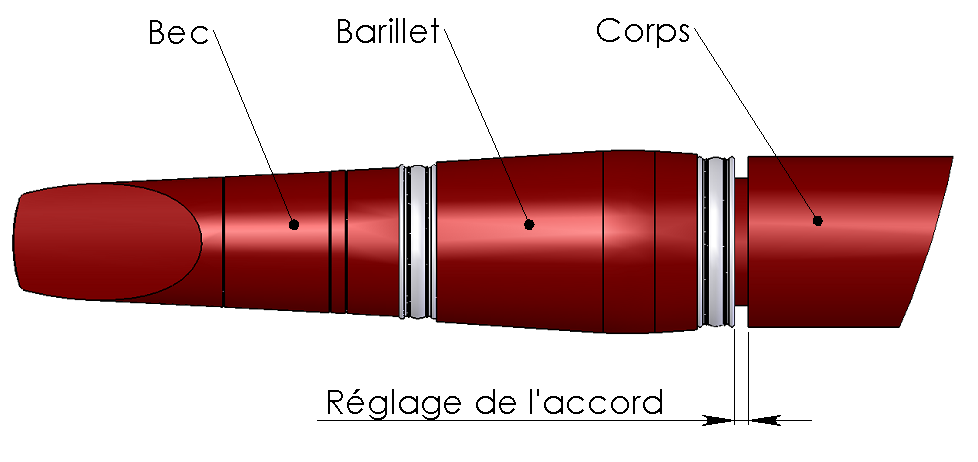
Réglage de l'accord sur une clarinette

Le barillet (ou autrefois canon, baril) est un élément important de la clarinette ayant un impact sur la justesse et le timbre. Il sert au clarinettiste pour accorder l'instrument. Il est généralement réalisé dans le même matériau (essence de bois, ébonite...) que le reste de l'instrument et est cerclé de deux viroles en métal à ses extrémités pour éviter les fentes.
Il se fixe par emboîtement dans les tenons du bec et du corps du haut de la clarinette. Sa perce est généralement cylindrique du même diamètre que le corps du haut; néanmoins certains barillets possèdent une perce conique, conique inversée ou polycylindrique suivant le modèle de clarinette.
Dans l'absolu, un barillet n'est pas interchangeable d'un modèle de clarinette à un autre.

« Un baril de section plus grande que celle de la perce fera baisser le chalumeau et monter certaines notes du clairon. »

— Ernest Ferron, Clarinette, mon amie
Il est possible également de faire retoucher la perce auprès d'un artisan spécialisé.

## Histoire

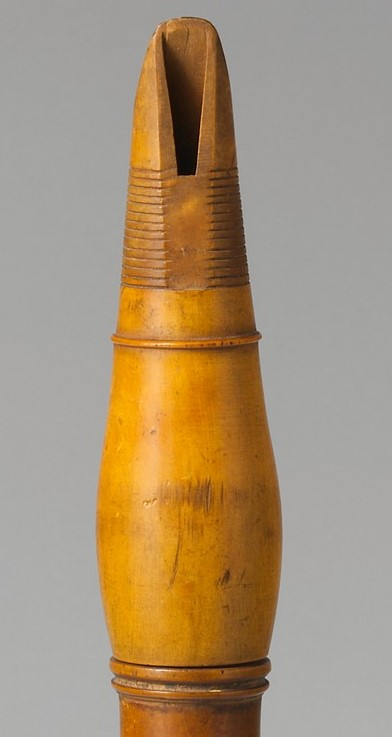
Bec et barillet d'un seul tenant en buis (1750–1770).

À l'origine de la clarinette et jusque dans les années 1770-1775, voire plus tard, le bec et le barillet étaient d'un seul tenant, souvent en buis.

« A. Rice pense que c’est vers 1770-75 que l’on commence à les séparer, mais certains en font encore en 1785 (comme Hale cf. Collection Schakleton à Edimbourg). »

— José-Daniel Touroude
En Angleterre, vers 1770-1775, le bec est séparé du barillet et le corps du haut était pourvu d'un long tenon qui servait de coulisse d'accord. La séparation du bec du barillet a pu se produire en dehors de l'Angleterre à peu près à la même période, mais comme le tenon était court, l'accordage était limité. Rappelons que le diapason baroque est autour de la3 à 415 Hz, variant d une ville à l'autre (déterminé par l'orgue en place). Le facteur d'instruments à vent local en tient compte lors de la facture de l'instrument, y compris celle du barillet.
Le bec en buis est remplacé progressivement par un bec en ébène, plus facile à accorder et moins sujet aux variations hydrothermiques (humidité...).

« Quelques années plus tard, le bec va se désolidariser du barillet et s’élargir avec une fenêtre plus large, une table plus longue et large, des stries plus basses…) ; le plus souvent le bec sera en ébène car plus solide et stable que le buis, plus pratique aussi pour s’accorder. Cette séparation du bec permet d’éviter les fentes dans le haut du corps du haut, là où les changements thermiques et hygrométriques sont les plus brusques. Rappelons aussi que l’on jouait à l’envers à l’époque en France, l’anche posée sous la lèvre supérieure. A cette époque dans les années 1770, les clarinettistes utilisaient le barillet pour s’accorder au diapason mouvant selon les orchestres, l'accord se faisait sans arrêt en tirant un peu à la jonction inférieure du barillet où le tenon est bien souvent plus robuste et plus largement proportionné que le tenon du bec. »

— José-Daniel Touroude
Pour des facilités de tournage, le corps de l'instrument est divisé en plusieurs éléments : corps du haut intégrant ou non le barillet, corps du bas, pavillon, corps de rechange...

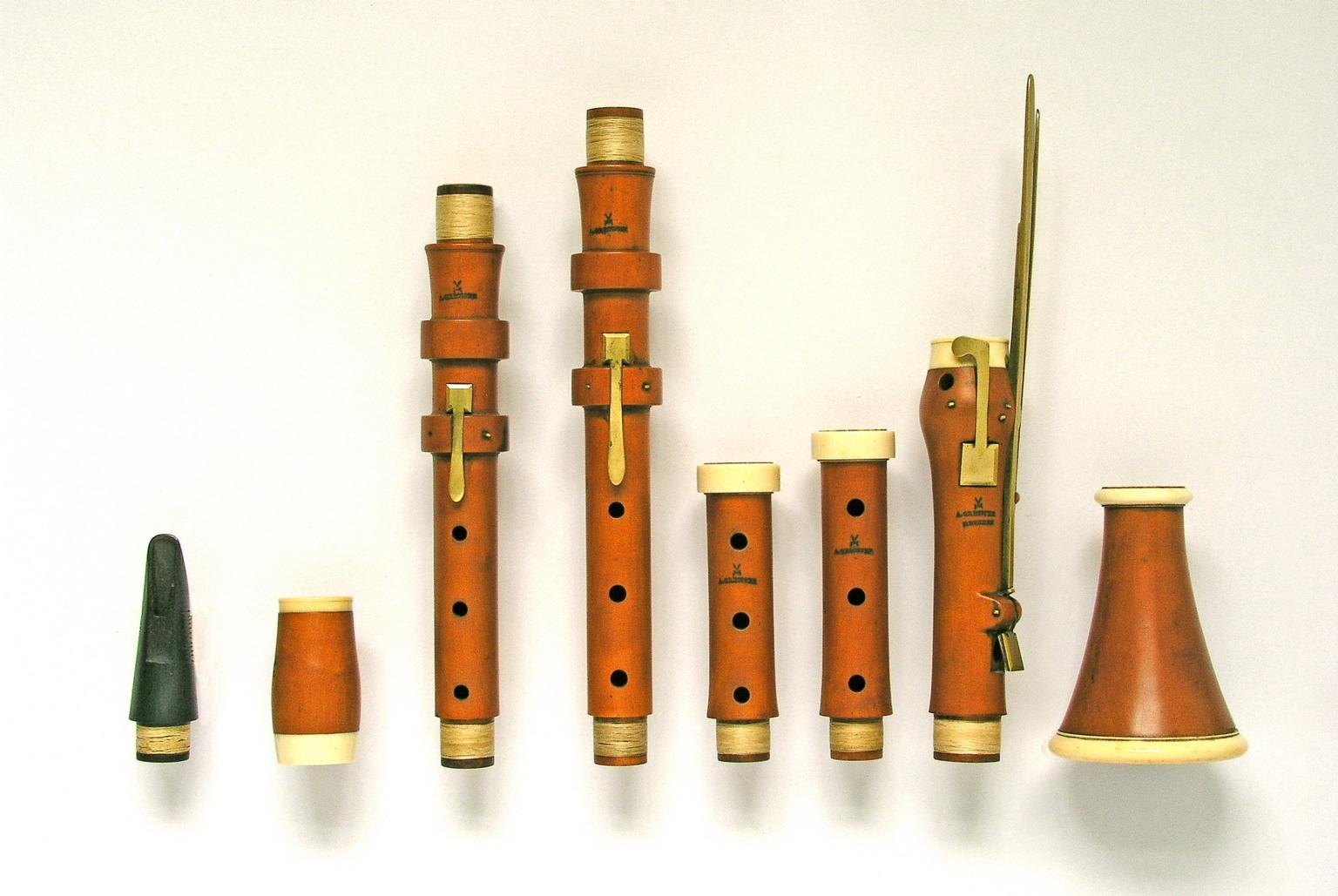
Clarinette d'orchestre à cinq clefs avec barillet et corps de rechange démontés, en si bémol et la, August Grenser (Dresde, ca. 1790)

Les collections de clarinettes anciennes montrent la présence de barillet dès la fin du XVIIIe siècle mais son usage reste cantonné aux modèles d'orchestre. Jean-Xavier Lefèvre le présente dans sa Méthode de clarinette (Paris, 1802).

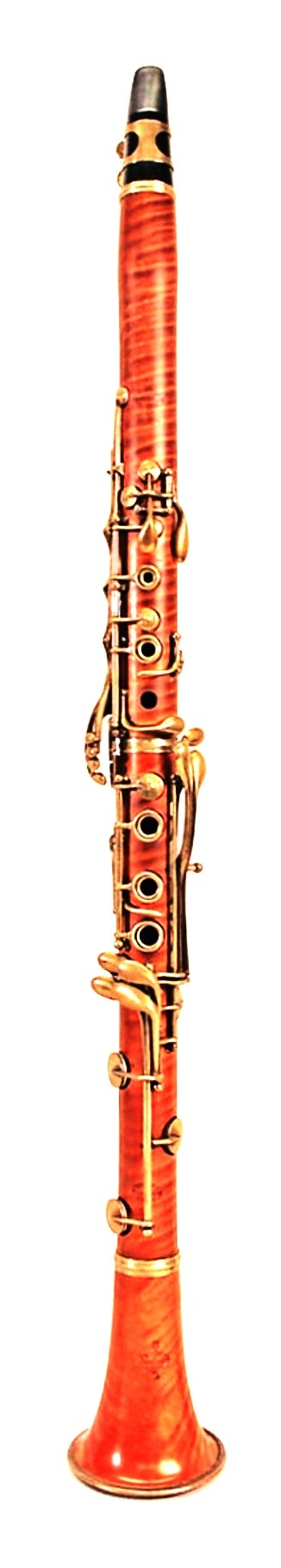
Clarinette « Buffet & Cie » sans barillet (ca. 1860).

Plus tard au XIXe siècle, les corps de clarinettes sont tournés en une seule pièce en intégrant le barillet au corps du haut. Cette configuration est moins sensible aux fissures mais n'est plus fabriquée de nos jours.
Le principal inconvénient du barillet est d'accumuler de l'humidité dans le joint d'emboitement avec le corps du haut, génératrice de fentes.
À partir de 1844, le clarinettiste Hyacinthe Klosé, professeur au conservatoire de Paris, fait généraliser l'emploi du barillet au travers de sa méthode dédiée au nouveau système Boehm et aussi à la clarinette à treize clefs,.

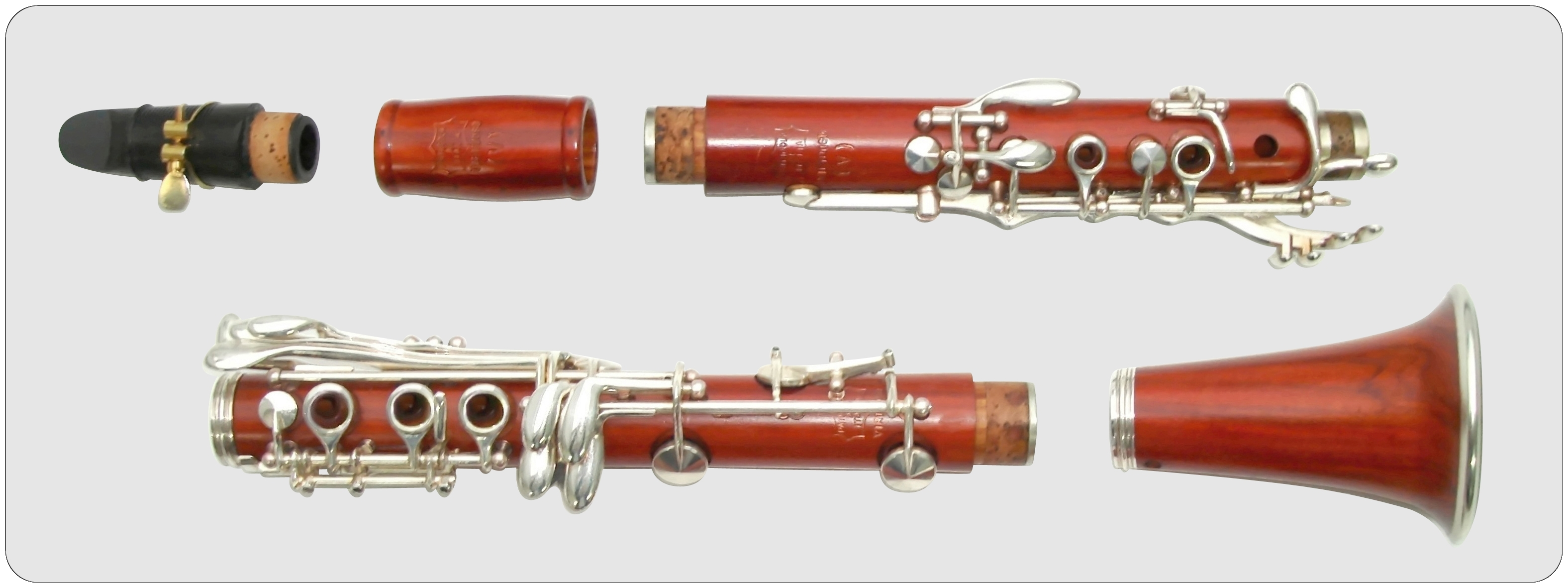
Barillet et tenons renforcés avec liège (bec, corps) d'une clarinette moderne.

Autrefois, l'étanchéité de l'emboîtement avec le tenon était assurée par un enroulement de fil maintenu par de la cire sur le tenon; désormais le tenon est équipé d'un liège naturel ou synthétique.
Les clarinettes modernes sont généralement livrées avec deux barillets interchangeables pour permettre de jouer avec le diapason du la3 à 440 Hz (barillet long) et à 442 Hz (barillet court). L'écart de longueur entre ces barillets est de l'ordre d'un millimètre sur une longueur typique de 65 mm.
Certains modèles de bec non standards nécessitent de reprendre la longueur du barillet pour conserver le diapason.

## Accordage
« En toute rigueur, la clarinette (comme les autres instruments à trous latéraux : flûte, hautbois, saxophone, basson) ne s'accorde pas, elle doit être jouée dans le diapason où on l'a construite. »

— Ernest Ferron
Pour réaliser l'accord au diapason de l'orchestre, le clarinettiste tire petit à petit sur le barillet pour créer un espace avec le corps du haut ou avec le bec afin d'allonger la colonne d'air (et abaisser le diapason), sinon il doit opter pour un barillet plus court (pour monter le diapason). Après avoir « chauffé » l'instrument ou pendant un concert, son diapason monte nécessitant d'ajuster l'accord ; au contraire après une pause, la hauteur de l'instrument descend. Dans certains cas, il peut s'avérer nécessaire de créer un léger espace entre le corps du haut et du corps du bas de la clarinette pour conserver une homogénéité de justesse dans les différents registres.
Certains modèles de clarinette en si bémol et en la permettent de conserver le même barillet « chauffé » avec le bec monté facilitant la manipulation du clarinettiste d'orchestre amené à changer de clarinette au cours d'un même morceau.
Il existe également des barillets réglables (ou téléscopiques ou à pompe) permettant d'accorder l'instrument au moyen d'une molette. Leur emploi reste assez confidentiel, essentiellement pour les musiciens de scène ayant besoin d'accorder leur instrument « à la volée ». Notons également qu'Amand Vanderhagen indique en 1819 dans sa nouvelle méthode pour la clarinette moderne à 12 clefs qu'Heinrich Bärmann emploie un barillet à « pompe de 6 lignes » pour accorder sa clarinette (soit un débattement de 13,5 mm environ).

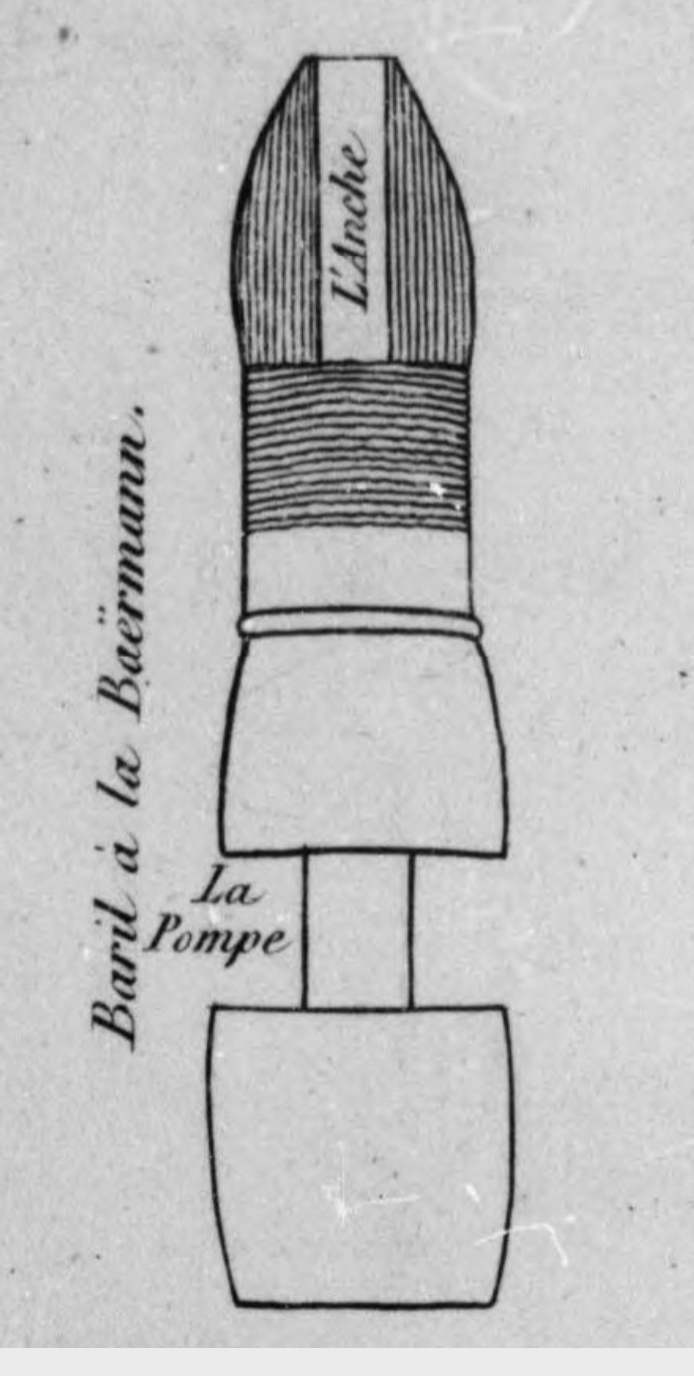
Baril à la Baërmann avec pompe dessiné par Amand Vanderhagen (1819).

Le barillet se situant sur le trajet de la colonne d'air entre l'excitateur et le premier trou débouché, toute modification des caractéristiques de sa perce (forme, état de surface, longueur ...) influence le son produit par la clarinette.
Sur les grandes clarinettes (clarinette basse...), le bocal remplace le barillet.
Les clarinettes soprano de chez Buffet-Crampon sont souvent accordées trop hautes par rapport au diapason (ensemble de clarinettes, orchestre d'harmonie, orchestre symphonique...).

### Bague d'accord
Il existe des bagues d'accord (qui ressemblent à des rondelles plates), de différentes épaisseurs, qui s'enfilent dans le tenon (entre le barillet et le corps du haut, entre le corps du haut et le corps du bas...) et qui permettent de maîtriser l'accordage tout en renforçant mécaniquement l'emboîtement.

## Esthétique

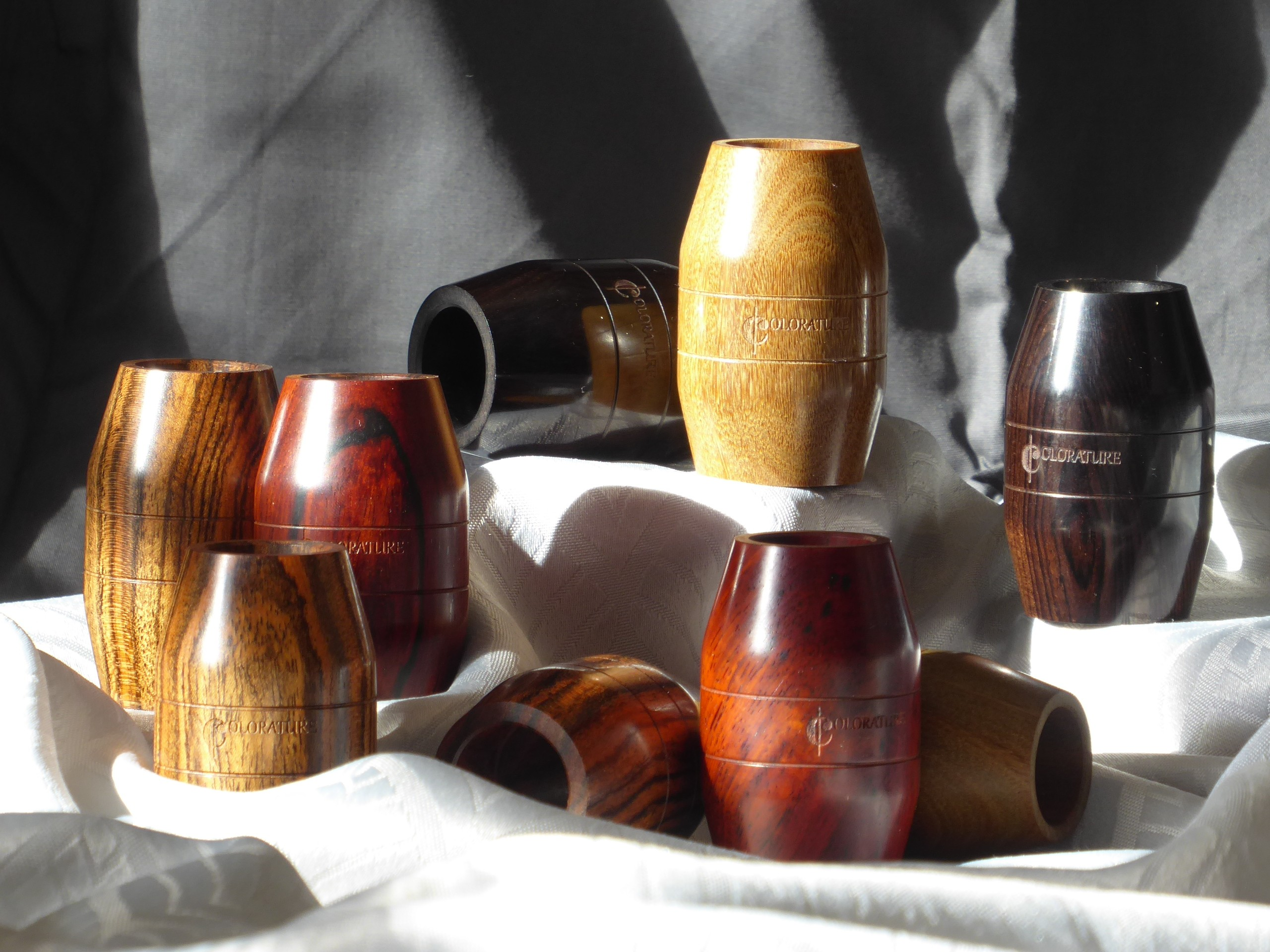
La marque Colorature s'est spécialisée dans la fabrication de barillets, pavillons et instruments en bois exotiques : mopane, cordia, guaiacum et cocobolo.

Changer de barillet peut constituer un choix esthétique permettant au clarinettiste de différencier son instrument (autre matériau / essence de bois, finition, forme extérieure, choix ou absence de bagues ...), et cela peut affecter le diapason et l'homogénéité de justesse de la clarinette, en positif comme en négatif. Certains bois possèdent des vertus acoustiques particulières et peuvent s'avérer intéressants pour remplacer le bois du barillet d'origine (souvent en grenadille du Mozambique ou en matériau composite). Ces bois pourraient apporter une meilleure intonation et corriger les problèmes de voile de certaines notes, en sus d'un velouté apporté au timbre ; ce serait notamment le cas du cocobolo ou du mopane, qui font l'objet d'une utilisation courante chez divers fabricants (Buffet Crampon, Backun, Colorature).
Traditionnellement, les barillets des clarinettes françaises (système Boehm) sont bombés à l'extérieur; ceux des clarinettes anglaises sont creusés.

## Galerie
|                                                               |
| Barillet standard bagué en ébène d'une clarinette Selmer 10S. |

|                      |
| Barillet sans bague. |

|                                      |
| Barillets en palissandre et en buis. |

|                  |
| Barillet Fatboy. |

|                                                         |
| Barillet ajustable d'une clarinette en métal Silva-Bet. |

## Cas des flûtes traversières

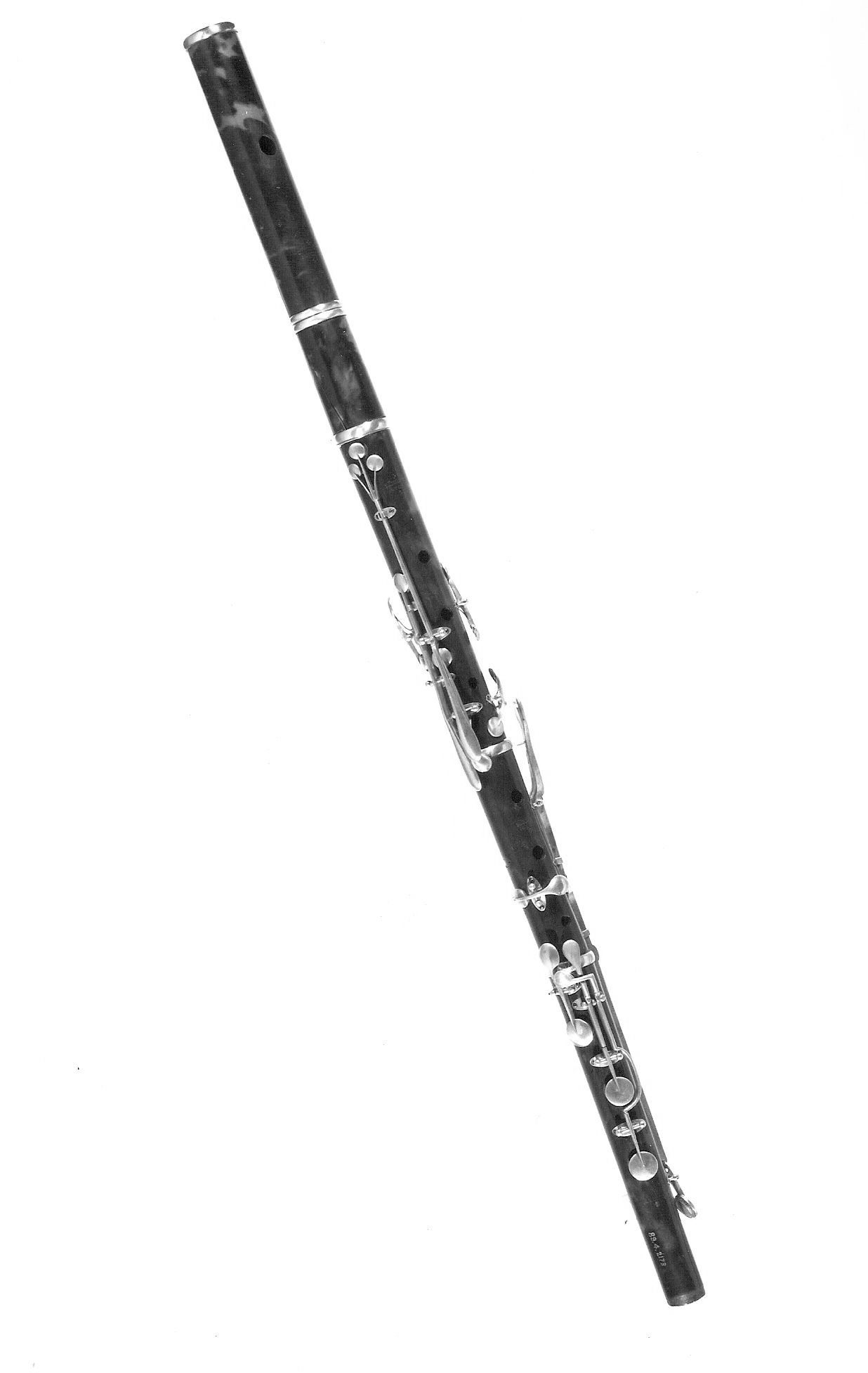
Flûte traversière en si avec barillet, fin XIX.

Des facteurs anciens comme Jean-Louis Tulou, Clair II Godfroy ont fabriqué des flûtes en bois en quatre ou cinq parties, incluant un barillet d'accord démontable entre la tête et le corps percé de trous latéraux (ou les corps interchangeables).
Certains de ces modèles de flûte à barillet continuent à être copiés de nos jours.
Il a existé des piccolos avec un barillet en ivoire.